# Stegienka
Stegienka (niem. Steegnerwerder) – wieś w Polsce położona w województwie pomorskim, w powiecie nowodworskim, w gminie Stegna na obszarze Żuław Wiślanych. Wieś jest siedzibą sołectwa Stegienka w którego skład wchodzi również miejscowość Stegienka-Osada.
W latach 1975–1998 miejscowość administracyjnie należała do województwa elbląskiego.